# Sobaeksan
Sobaeksan (koreanska: 소백산) är ett berg i Sydkorea. Det ligger i den centrala delen av landet, 150 km sydost om huvudstaden Seoul. Toppen på Sobaeksan är 1 312 meter över havet.
Terrängen runt Sobaeksan är kuperad österut, men västerut är den bergig. Runt Sobaeksan är det ganska tätbefolkat, med 192 invånare per kvadratkilometer. I omgivningarna runt Sobaeksan växer i huvudsak blandskog.